# Gola Gokarannāth
Gola Gokarannāth är en ort i Indien.   Den ligger i distriktet Kheri och delstaten Uttar Pradesh, i den norra delen av landet, 300 km öster om huvudstaden New Delhi. Gola Gokarannāth ligger 164 meter över havet och antalet invånare är 58 986.
Terrängen runt Gola Gokarannāth är mycket platt. Runt Gola Gokarannāth är det tätbefolkat, med 427 invånare per kvadratkilometer. Det finns inga andra samhällen i närheten. Trakten runt Gola Gokarannāth består till största delen av jordbruksmark.